# Hydra intermedia
Hydra intermedia is een hydroïdpoliep uit de familie Hydridae. De poliep komt uit het geslacht Hydra. Hydra intermedia werd in 1978 voor het eerst wetenschappelijk beschreven door De Carvalho Wolle. 